# Schweizer Nordische Skimeisterschaften 1989
Die Schweizer Nordischen Skimeisterschaften 1989 fanden vom 27. Januar 1989 bis zum 5. Februar 1989 in Salwideli bei Flühli, Marbach und Langenbruck statt. Ausgetragen wurden im Skilanglauf bei den Männern die Distanzen 15 km, 30 km und 50 km sowie die 4 × 10 km Staffel. Bei den Frauen fanden die Distanzen 5 km, 10 km und 20 km sowie die 4 × 5 km Staffel statt. Die erfolgreichsten Skilangläufer waren Giachem Guidon, der über 30 km und 50 km gewann, und Andy Grünenfelder, der über 15 km siegte und wie Guidon mit der Staffel von Alpina St. Moritz. Bei den Frauen holte Evi Kratzer alle drei Einzeltitel sowie mit der Staffel vom Bündner Skiverband. Das Skispringen gewann Christoph Lehmann und die Nordische Kombination Andreas Schaad.

## Skilanglauf

### Männer

#### 50 km Freistil
| Platz | Name                | Verein            | Zeit (std) |
| ----- | ------------------- | ----------------- | ---------- |
| 01    | Giachem Guidon      | Alpina St. Moritz | 2:02:55,1  |
| 02    | Andy Grünenfelder   | Alpina St. Moritz | 2:03:30,1  |
| 03    | Daniel Hediger      | SC Bex            | 2:04:28,8  |
| 04    | Konrad Hallenbarter | SC Obergoms       | 2:05:44,9  |
| 05    | Battista Bovisi     | SC Davos          | 2:05:56,8  |
| 06    | Hans-Luzi Kindschi  | SC Davos          | 2:06:10,1  |
| 07    | Markus Fähndrich    | SC Horw           | 2:07:41,9  |
| 08    | Daniel Sandoz       | Le Locle          | 2:08:53,1  |
| 09    | Urs Schmidig        | Ibach             | 2:09:12,2  |
| 10    | Andrea Godly        | Zernez            | 2:10:05,4  |

Datum: Freitag, 27. Januar 1989 in Salwideli

Nach Platz zwei im Vorjahr holte Giachem Guidon aus Bever seinen ersten Einzeltitel über 50 km mit 32,5 Sekunden Vorsprung auf den Vorjahressieger Andy Grünenfelder.

#### 30 km klassisch
| Platz | Name              | Verein                | Zeit (std) |
| ----- | ----------------- | --------------------- | ---------- |
| 01    | Giachem Guidon    | Alpina St. Moritz     | 1:26:14,2  |
| 02    | André Rey         | Ulrichen              | 1:26:55,2  |
| 03    | Jürg Capol        | SC Bernina Pontresina | 1:26:58,5  |
| 04    | Hans Diethelm     | SC Galgenen           | 1:27:57,7  |
| 05    | Frank Ferrari     |                       | 1:28:27,1  |
| 06    | Daniel Hediger    | SC Bex                | 1:28:34,0  |
| 07    | Erwin Lauber      | SC Marbach            | 1:28:59,5  |
| 08    | Toni Dinkel       | Lauterbrunnen         | 1:29:40,9  |
| 09    | Paul Grünenfelder | Mels                  | 1:30:06,4  |
| 10    | Serge Lüthi       | Gend                  | 1:31:08,4  |

Datum: Mittwoch, 1. Februar 1989 in Salwideli

In Abwesenheit von Andy Grünenfelder und Jeremias Wigger gewann Giachem Guidon seinen zweiten Titel bei diesen Meisterschaften.

#### 15 km klassisch
| Platz | Name               | Verein            | Zeit (min) |
| ----- | ------------------ | ----------------- | ---------- |
| 01    | Andy Grünenfelder  | Alpina St. Moritz | 45:02,9    |
| 02    | Giachem Guidon     | Alpina St. Moritz | 45:12,9    |
| 03    | Jürg Capol         | Alpina St. Moritz | 45:39,9    |
| 04    | Jeremias Wigger    | SC Entlebuch      | 46:17,3    |
| 05    | Hans Diethelm      | SC Galgenen       | 46:29,2    |
| 06    | André Rey          | Ulrichen          | 46:47,5    |
| 07    | Hans-Luzi Kindschi | SC Davos          | 47:05,2    |
| 08    | Erwin Lauber       | SC Marbach        | 47:10,0    |
| 09    | Daniel Hediger     | SC Bex            | 47:12,8    |
| 10    | Daniel Sandoz      | Le Locle          | 47:36,5    |

Datum: Samstag, 4. Februar 1989 in Salwideli

Wie im Vorjahr gewann Grünenfelder, vor Guidon, Capol und Wigger, und holte damit seinen ersten Titel bei diesen Meisterschaften.

#### 4 × 10 km Staffel
| Platz | Namen                                                         | Verein            | Zeit (std) |
| ----- | ------------------------------------------------------------- | ----------------- | ---------- |
| 01    | Fadri Guidon Jürg Capol Andy Grünenfelder Giachem Guidon      | Alpina St. Moritz | 1:55:03,1  |
| 02    | Urs Baselgia Battista Bovisi Joos Ambühl Hans-Luzi Kindschi   | SC Davos          | 1:57:08,2  |
| 03    | Isidor Haas Erwin Lauber Fredy Glanzmann Wilhelm Aschwanden   | SC Marbach        | 1:57:52,6  |
| 04    | Patrick Hasler Markus Hasler Michael Hasler Konstantin Ritter | UWK Eschen        | 1:58:13,7  |
| 05    | Raoul Volken Matthias Remund Jörg Schoch Andrea Godly         | SAS Bern          | 1:59:29,0  |
| 06    | Daniel Galster Steve Maillardet André Rey Emanuel Buchs       | Grenzwachtkorps   | 2:00:11,2  |

Datum: Sonntag, 5. Februar 1989 in Marbach

### Frauen

#### 5 km klassisch
| Platz | Name                | Verein            | Zeit (min) |
| ----- | ------------------- | ----------------- | ---------- |
| 01    | Evi Kratzer         | Alpina St. Moritz | 13:30,7    |
| 02    | Marianne Irniger    | SC Urnäsch        | 14:12,3    |
| 03    | Myrtha Fässler      | Appenzell         | 14:13,3    |
| 04    | Sylvia Honegger     | Wald ZH           | 14:16,0    |
| 05    | Nicole Zbinden      | Orpund            | 14:16,2    |
| 06    | Natascia Leonardi   | Airolo            | 14:16,5    |
| 07    | Sandra Parpan       | SC Lenzerheide    | 14:26,0    |
| 08    | Elisabeth Glanzmann | SC Marbach        | 14:27,4    |
| 09    | Beatrice Schranz    | SC Adelboden      | 14:28,8    |
| 010   | Lisa Patterson      | Kanada            | 14:29,0    |

Datum: Samstag, 28. Januar 1989 in Salwideli

Beim ersten Frauenrennen bei diesen Meisterschaften mit 57 Starterinnen gewann Evi Kratzer ihren 21. Einzeltitel.

#### 10 km klassisch
| Platz | Name             | Verein            | Zeit (min) |
| ----- | ---------------- | ----------------- | ---------- |
| 01    | Evi Kratzer      | Alpina St. Moritz | 30:46,9    |
| 02    | Marianne Irniger | SC Urnäsch        | 32:11,4    |
| 03    | Sylvia Honegger  | Wald ZH           | 32:27,5    |
| 04    | Barbara Mettler  | Schwellbrunn      | 32:32,4    |
| 05    | Lisa Patterson   | Kanada            | 32:44,2    |
| 06    | Myrtha Fässler   | Appenzell         | 32:46,9    |
| 07    | Sandra Parpan    | SC Lenzerheide    | 32:48,8    |
| 08    | Marie-Jose Pepin | Kanada            | 32:51,3    |
| 09    | Beatrice Schranz | SC Adelboden      | 32:54,0    |
| 010   | Elvira Knecht    | SC Rätia Chur     | 33:09,3    |

Datum: Mittwoch, 1. Februar 1989 in Salwideli

#### 20 km Freistil
| Platz | Name                | Verein                | Zeit (min) |
| ----- | ------------------- | --------------------- | ---------- |
| 01    | Evi Kratzer         | Alpina St. Moritz     | 57:45,0    |
| 02    | Sylvia Honegger     | Wald ZH               | 58:43,8    |
| 03    | Marianne Irniger    | SC Urnäsch            | 59:11,3    |
| 04    | Barbara Mettler     | Schwellbrunn          | 59:19,4    |
| 05    | Sandra Parpan       | SC Lenzerheide        | 59:57,3    |
| 06    | Natascia Leonardi   | Airolo                | 1:00:07,0  |
| 07    | Lisa Patterson      | Kanada                | 1:00:13,7  |
| 08    | Margaret Holden     | Kanada                | 1:00:43,8  |
| 09    | Elisabeth Glanzmann | SC Marbach            | 1:01:25,0  |
| 010   | Karin Briggen       | SC Bernina Pontresina | 1:02:29,4  |

Datum: Samstag, 4. Februar 1989 in Salwideli

Evi Kratzer holte damit zum vierten Mal in ihrer Karriere alle Einzeltitel bei einer Schweizer Meisterschaft.

#### 3 × 5 km Staffel
| Platz | Namen                                               | Verein                           | Zeit (min) |
| ----- | --------------------------------------------------- | -------------------------------- | ---------- |
| 01    | Sandra Parpan Silvia Baumann Evi Kratzer            | Bündner Skiverband               | 49:11,0    |
| 02    | Marie-Jose Pepin Margaret Holden Lisa Patterson     | Kanada                           | 49:18,7    |
| 03    | Myrtha Fässler Barbara Mettler Marianne Irniger     | Ostschweizer Skiverband          | 49:42,0    |
| 04    | Elisabeth Glanzmann Rosmarie Mettler Jolanda Dinkel | Zentralschweizer Skiverband      | 50:11,3    |
| 05    | Beatrice Schranz Annelies Lengacher Gabi Zurbrügg   | Berner Oberländischer Skiverband | 52:58,6    |

Datum: Sonntag, 29. Januar 1989 in Salwideli

Es waren 15 Staffeln am Start. Die kanadische Staffel wurde für die Meisterschaften nicht gewertet.

## Nordische Kombination

### Einzel
| Platz | Name              | Ort           | Weiten        | Punktestand nach dem Springen | Laufzeit (min) |
| ----- | ----------------- | ------------- | ------------- | ----------------------------- | -------------- |
| 01    | Andreas Schaad    | SC Einsiedeln | 72,0 m 71,5 m | 212,1                         | 27:41,1        |
| 02    | Hippolyt Kempf    | Luzern        | 71,0 m 72,0 m | 210,3                         | 27:42,4        |
| 03    | Hansjörg Zihlmann | SC Marbach    | 72,0 m 73,0 m | 217,0                         | 28:44,0        |
| 04    | Jean-Yves Cuendet | Le Lieu       | 68,0 m 67,5 m | 193,8                         | 29:12,1        |
| 05    | Urs Niedhardt     | Kandersteg    | 73,0 m 72,5 m | 212,2                         | 29:17,3        |
| 06    | Fredy Glanzmann   | SC Marbach    | 68,5 m 69,5 m | 194,3                         | 29:19,2        |

Datum: Freitag, 3. Februar und Samstag, 4. Februar 1989 in Langenbruck und Marbach

Mit 1,3 Sekunden Vorsprung schlug der Einsiedler Andreas Schaad den Olympiasieger Hippolyt Kempf und gewann nach 1986 und 1988 seinen dritten Schweizer Meistertitel.

## Skispringen

### Normalschanze
| Platz | Name                | Verein          | Weite 1 | Weite 2 | Punkte |
| ----- | ------------------- | --------------- | ------- | ------- | ------ |
| 01    | Christoph Lehmann   | Ski-Club Gstaad | 74,0 m  | 75,0 m  | 220,6  |
| 02    | Christian Hauswirth | Saanen          | 74,5 m  | 71,0 m  | 218,2  |
| 03    | Gérard Balanche     | Le Locle        | 72,5 m  | 69,5 m  | 206,3  |
| 04    | Ernst Bösch         | Wattwil         | 71,0 m  | 70,0 m  | 205,4  |
| 05    | Patrick Lüdi        | Neuenburg       | 69,0 m  | 70,0 m  | 202,6  |
| 05    | Pascal Reymond      | Prilly          | 69,0 m  | 70,0 m  | 202,6  |
| 07    | Benz Hauswirth      | Ski-Club Gstaad | 72,0 m  | 68,5 m  | 200,2  |
| 08    | Stephan Rochat      | Ecublens        | 69,5 m  | 69,5 m  | 200,1  |
| 09    | Fabrice Piazzini    | Le Sentier      | 71,0 m  | 68,5 m  | 198,8  |
| 010   | Bruno Romang        | Ski-Club Gstaad |         |         |        |

Datum: Sonntag, 5. Februar 1989 in Langenbruck

Nach dem ersten Durchgang führte der Vorjahressieger Christian Hauswirth vor Christoph Lehmann, der wie Hauswirth 74 m sprang. Im zweiten Durchgrang sprang Lehmann mit 75 m Schanzenrekord und holte damit seinen ersten Meistertitel vor Hauswirth, der auf 71 m kam.